# Lunovec
Lunovec je naselje v Občini Ormož.